# 기가비트 와이어리스
기가비트 와이어리스(Gigabit Wireless)는 데이터 전송 속도가 초당 1기가비트(10억 비트)에 이르는 무선 통신 시스템을 가리키는 이름이다. 이러한 속도는 직교 진폭 변조(QAM)나 수많은 주파수를 걸친 신호와 같이 신호의 복잡한 변조를 통해 달성된다. 신호가 수많은 주파수를 걸칠 때 이를 대역폭 신호로 부른다. 통신 산업에서 수많은 무선 인터넷 서비스 제공자와 휴대전화 기업들은 무선 주파수 안테나를 채용하여 코어 네트워크를 백홀(backhaul) 처리하고 비즈니스, 심지어는 개인 가정을 연결한다.

## 기가비트 무선의 공통 주파수와 대역
실내 프로톹콜과 정보의 상세 정보의 경우 IEEE 802.11ac와 와이기그 문서를 참고할 것. 일반적으로 실내 프로토콜은 벤더 간 표준을 준수하며 무허가 2.4 GHz, 5 GHz, 그리고 (차기) 60 GHz 대역으로 통신한다.
실외 캐리어 링크 프로토콜은 다양하며 벤더 간 (간혹 동일 벤더의 모델에서조차) 호환이 되지 않는다.
| 분류                          | 주파수 | 대역 크기 (MHz) | 변조          | 전이중 속도 (Mbit/s) | 거리          | 각주              |
| ----------------------------- | ------ | --------------- | ------------- | -------------------- | ------------- | ----------------- |
| 실내 컨슈머 그레이드 AC       | 5 GHz  | 80              | IEEE 802.11ac | ~200                 | 같은 방       | [ 3 ]             |
| 실외 PtP AC                   | 5 GHz  | 80              | IEEE 802.11ac | 290                  | 20 km         | [ 4 ]             |
| 무허가 캐리어 그레이드        | 24 GHz | 100             | 256 QAM       | 1000                 | 15 km         | [ 5 ]             |
| 무허가 현대의 캐리어 그레이드 | 11 GHz | 100             | 256 QAM       | 750                  | 100 km        | [ 6 ]             |
| 캐리어 그레이드 V 대역        | 60 GHz | 125-500         | 64 QAM        | 500 - 1000           | 1 km - 2.4 km | [ 7 ] [ 8 ] [ 9 ] |
| 캐리어 그레이드 E 대역        | 80 GHz | 125-1250        | 32 QAM        | 1000 - 10,000        | 10 km         | [ 10 ] [ 11 ]     |

참고: 더 높은 대역의 장치는 높은 속도의 달성을 위해 덜 복잡한 변조가 필요하다.
| 브랜드     | 설명                               | 비즈니스 이용 |
| ---------- | ---------------------------------- | ------------- |
| Mimosa     | 허가 11 GHz 안테나 및 무허가 5 GHz | 예            |
| Siklu      | 하가 70/80 GHz 및 무허가 60 GHz,   | 예            |
| Ubiquiti   | 무허가 5 및 24 GHz                 | 예            |
| Bridgewave | V 및 B 대역                        | 예            |
| Vubiq      | V 대역                             | 예            |
| Athena     | V 대역                             | 아니오        |
| IgniteNet  | 무허가 60GHz + 5GHz 페일오버       | 예            |